# Vikravandi
Vikravandi là một thị xã panchayat của quận Viluppuram thuộc bang Tamil Nadu, Ấn Độ.

## Địa lý
Vikravandi có vị trí 12°02′B 79°33′Đ / 12,03°B 79,55°Đ Nó có độ cao trung bình là 44 mét (144 feet).

## Nhân khẩu
Theo điều tra dân số năm 2001 của Ấn Độ, Vikravandi có dân số 10.141 người. Phái nam chiếm 52% tổng số dân và phái nữ chiếm 48%. Vikravandi có tỷ lệ 74% biết đọc biết viết, cao hơn tỷ lệ trung bình toàn quốc là 59,5%: tỷ lệ cho phái nam là 81%, và tỷ lệ cho phái nữ là 66%. Tại Vikravandi, 10% dân số nhỏ hơn 6 tuổi.